# Sevastiànivka
Sevastiànivka (en (ucraïnès): Севастянівка, en rus: Севастьяновка) és un poble de la República Autònoma de Crimea, a Ucraïna, que el 2014 tenia 508 habitants. Pertany al districte de Bakhtxissarai.

## Població
Segons les dades del 2001 la composició de la població de la vila de Sevastiànivka d'acord amb la llengua que empren és la següent:
| Llengua  | %     |
| -------- | ----- |
| Tàtar    | 76,57 |
| Rus      | 20,67 |
| Ucraïnès | 2,36  |
| Belarús  | 0,2   |